# Syndicat mixte Orge-Yvette-Seine
Le Syndicat mixte Orge-Yvette-Seine ou SMOYS est un syndicat mixte fermé créé en 1922. Initialement chargé de l'organisation et du fonctionnement du service public de distribution d'électricité et de gaz avec Enedis et GRDF, il pilote depuis 2015 la réalisation des infrastructures de charge nécessaires à l'usage des véhicules électriques ou hybrides rechargeables en Essonne.

## Missions
Le SMOYS a pour mission l'organisation et le fonctionnement du service public de distribution d'électricité et du gaz, et la réalisation d'infrastructures de charge à destination des voitures électriques et hybrides rechargeables.

## Organisation
Le président du SMOYS est Xavier DUGOIN. Il est élu le 18 avril 2023 pour succéder à Brahim OUAREM. Le siège du SMOYS est situé place Roger Perriaud, à Sainte-Geneviève-des-Bois.
Le syndicat est composé de 66 communes, qui délèguent certaines compétences comme la gestion des réseaux de distribution d'énergie gaz et électrique, l'installation de Station de recharge électrique. Le SMOYS accompagne également ses membres dans des démarches d'économie de flux et de Groupement de Commande Énergie.
Le SMOYS est dirigé par des  élus qui représentent les communes membres au travers des diverses
instances de gouvernance (Bureau Syndical, Comité Syndical, Commissions),.

## Historique
En partenariat avec Izivia, une filiale d'EDF, le Syndicat mixte Orge-Yvette-Seine annonce fin 2017 l'installation de 100 nouvelles bornes de recharge pour voitures électriques en Essonne d'ici le printemps 2018,.
En 2022, le Syndicat mixte Orge-Yvette-Seine confie à Citeos, filiale de Vinci Energies, l'exploitation du parc exitant et l'installation de nouvelles bornes jusqu'en 2026.